# Woo Sun Hee
Woo Sun-hee  (n. 1 iulie 1978, Seul, Coreea de Sud) este o handbalistă din  Coreea de Sud. În prezent, ea joacă la Rulmentul Brașov.
În 2003, Woo a participat la Campionatul Mondial de Handbal Feminin ținut în Croația și a luat Medalia de Bronz cu echipa de handbal a Coreei. Ea a fost selectată la final pentru echipa AllStars.
La Jocurile Olimpice din 2004, ea a câștigat medalia de argint cu echipa Coreei de Sud. Ea a jucat toate meciurile și a înscris 37 de goluri.